# Fryderyk I Wirtemberski
Fryderyk Wilhelm Karol Wirtemberski (ur. 6 listopada 1754 w Trzebiatowie, zm. 30 października 1816 w Stuttgarcie) – książę, elektor Rzeszy i pierwszy król Wirtembergii, panował w latach 1797–1816.

## Życiorys
Syn księcia Fryderyka Eugeniusza Wirtemberskiego i Zofii Doroty Hohenzollern. Jego młodszy brat Ludwik był generałem en chef całej armii litewskiej, siostra Zofia Dorota od 1776 była żoną następcy tronu Rosji, potem carycą, siostra Elżbieta była żoną arcyksięcia Franciszka II Habsburga, późniejszego cesarza.
Między 1783 a 1787 był rosyjskim generalnym gubernatorem w Finlandii.
Na tron wstąpił jako książę (Herzog). W 1803 r. podniesiony został do rangi księcia elektora otrzymując prawo udziału w wyborze króla Niemiec i cesarza Rzeszy. Tytuł ten utracił w 1806 w związku z rozpadem Świętego Cesarstwa Rzymskiego. 1 stycznia 1806 przyjął nadany mu przez Napoleona I tytuł królewski, który zachował także po upadku Bonapartego. W wyniku rozpadu Cesarstwa oraz wojen napoleońskich, podczas których stanął początkowo po stronie Francji, udało mu się znacznie powiększyć terytorium swego państwa. Uczestniczył w kongresie wiedeńskim.

## Małżeństwa i rodzina
Był dwukrotnie żonaty. Pierwszą żona była księżna Augusta Karolina (1764–1788), córka księcia Brunszwiku-Wolfenbüttel Karola Wilhelma Welfa i księżniczki brytyjskiej Augusty Charlotty Hanowerskiej. Para miała czworo dzieci:
- Wilhelma (1781–1864) – król Wirtembergii
- Katarzynę (1783–1835) – żona Hieronima Bonaparte
- Augustę (1783–1784)
- Pawła (1785–1852)

Drugą żoną Fryderyka była córka króla Wielkiej Brytanii Jerzego III – księżniczka królewska Charlotta Augusta (1766–1828).

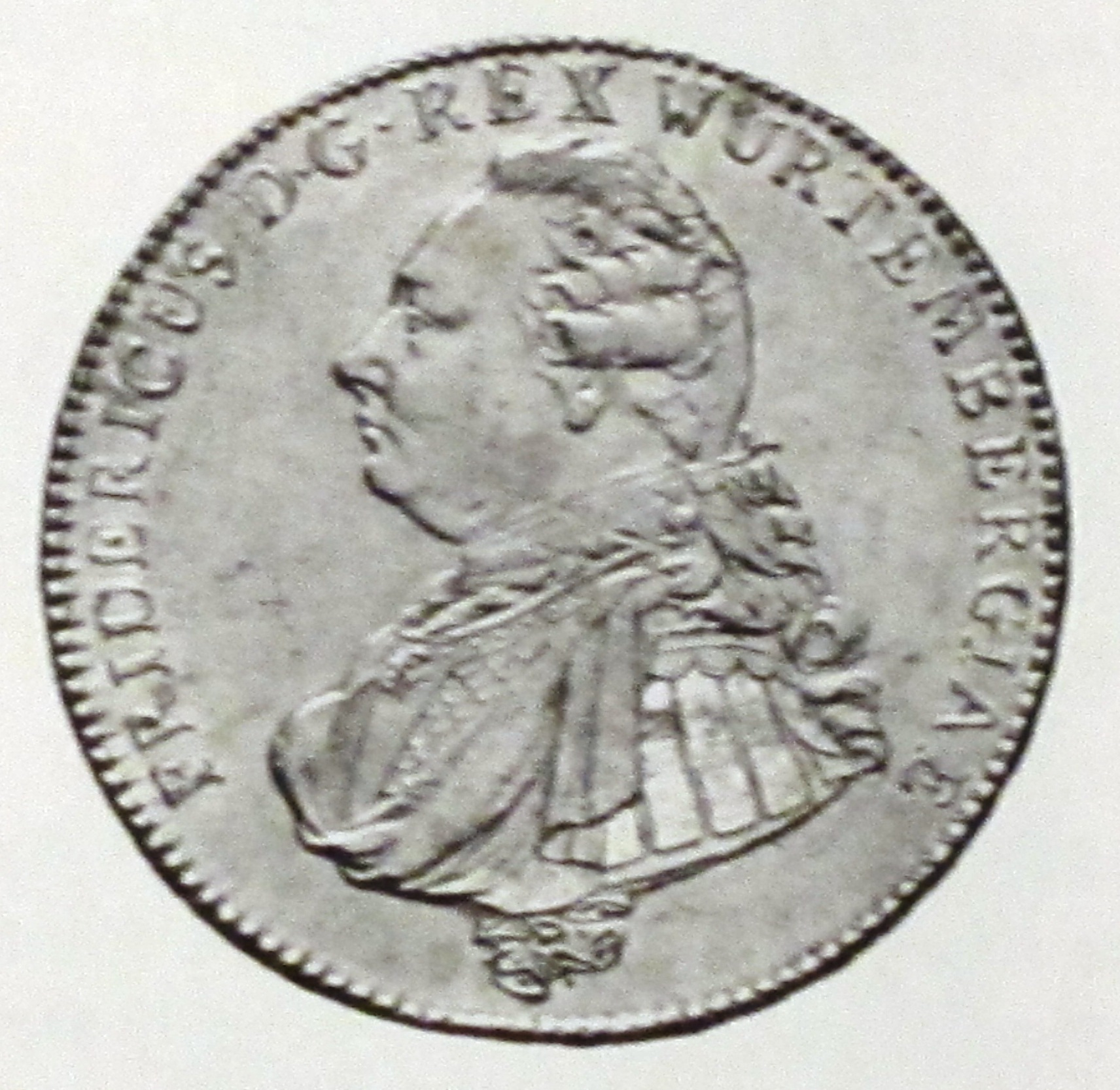
Podobizna Fryderyka I na talarze z 1806
Herb d. Württemberg (1707-1789)

## Genealogia
| Prapradziadkowie                                       | książę Wirtembergii Eberhard III Wirtemberski (1614–1674) ∞1637 Anna Katarzyna von Salm-Kyrburg (1614–1655)       | margraf Brandenburgii-Ansbach Albrecht II Hohenzollern (1620–1667) ∞1651 Zofia Małgorzata von Oettingen-Oettingen (1634–1664) | Eugeniusz von Thurn und Taxis (1652–1714) ∞1678 Anna von Fürstenberg-Heiligenberg (1659–1701)                     | Ferdynand August von Lobkowicz (1655–1715) ∞1680 Maria Anna Badeńska(1655–1701)                                   | elektor Brandenburgii Fryderyk Wilhelm I Hohenzollern (1620–1688) ∞1668 Dorota Zofia von Schleswig-Holstein-Sonderburg-Glücksburg (1636–1689) | Jan Jerzy von Anhalt-Dessau (1627–1693) ∞1659 Henriette Katarzyna von Oranien-Nassau (1637–1708)               | król w Prusach Fryderyk I Hohenzollern (1657–1713) ∞1684 Zofia Charlotta Hanowerska (1668–1705)                | król Wielkiej Brytanii Jerzy I Hanowerski (1660–1727) ∞1682 Zofia Dorota Welf (1666–1726)                      |
| Pradziadkowie                                          | Fryderyk Wirtemberski (1652–1698) ∞1682 Eleonora Juliana Hohenzollern (1663–1724)                                 | Fryderyk Wirtemberski (1652–1698) ∞1682 Eleonora Juliana Hohenzollern (1663–1724)                                             | Anzelm Franciszek von Thurn und Taxis (1681–1739) ∞ Maria Ludwika von Lobkowicz (1683–1750)                       | Anzelm Franciszek von Thurn und Taxis (1681–1739) ∞ Maria Ludwika von Lobkowicz (1683–1750)                       | Filip Wilhelm Hohenzollern (1669–1711) ∞1699 Joanna Charlotta von Anhalt-Dessau (1682–1750)                                                   | Filip Wilhelm Hohenzollern (1669–1711) ∞1699 Joanna Charlotta von Anhalt-Dessau (1682–1750)                    | król w Prusach Fryderyk Wilhelm I Hohenzollern (1707–1752) ∞1706 Zofia Dorota Hanowerska (1687–1757)           | król w Prusach Fryderyk Wilhelm I Hohenzollern (1707–1752) ∞1706 Zofia Dorota Hanowerska (1687–1757)           |
| Dziadkowie                                             | książę Wirtembergii Karol Aleksander Wirtemberski (1684–1737) ∞1727 Maria Augusta von Thurn und Taxis (1706–1756) | książę Wirtembergii Karol Aleksander Wirtemberski (1684–1737) ∞1727 Maria Augusta von Thurn und Taxis (1706–1756)             | książę Wirtembergii Karol Aleksander Wirtemberski (1684–1737) ∞1727 Maria Augusta von Thurn und Taxis (1706–1756) | książę Wirtembergii Karol Aleksander Wirtemberski (1684–1737) ∞1727 Maria Augusta von Thurn und Taxis (1706–1756) | Fryderyk Wilhelm Hohenzollern (1700–1771) ∞1734 Zofia Dorota Hohenzollern (1719–1765)                                                         | Fryderyk Wilhelm Hohenzollern (1700–1771) ∞1734 Zofia Dorota Hohenzollern (1719–1765)                          | Fryderyk Wilhelm Hohenzollern (1700–1771) ∞1734 Zofia Dorota Hohenzollern (1719–1765)                          | Fryderyk Wilhelm Hohenzollern (1700–1771) ∞1734 Zofia Dorota Hohenzollern (1719–1765)                          |
| Rodzice                                                | książę Wirtembergii Fryderyk Eugeniusz Wirtemberski (1732–1797) ∞1753 Fryderyk Dorota Hohenzollern (1736–1798)    | książę Wirtembergii Fryderyk Eugeniusz Wirtemberski (1732–1797) ∞1753 Fryderyk Dorota Hohenzollern (1736–1798)                | książę Wirtembergii Fryderyk Eugeniusz Wirtemberski (1732–1797) ∞1753 Fryderyk Dorota Hohenzollern (1736–1798)    | książę Wirtembergii Fryderyk Eugeniusz Wirtemberski (1732–1797) ∞1753 Fryderyk Dorota Hohenzollern (1736–1798)    | książę Wirtembergii Fryderyk Eugeniusz Wirtemberski (1732–1797) ∞1753 Fryderyk Dorota Hohenzollern (1736–1798)                                | książę Wirtembergii Fryderyk Eugeniusz Wirtemberski (1732–1797) ∞1753 Fryderyk Dorota Hohenzollern (1736–1798) | książę Wirtembergii Fryderyk Eugeniusz Wirtemberski (1732–1797) ∞1753 Fryderyk Dorota Hohenzollern (1736–1798) | książę Wirtembergii Fryderyk Eugeniusz Wirtemberski (1732–1797) ∞1753 Fryderyk Dorota Hohenzollern (1736–1798) |
| Fryderyk I Wirtemberski (1754–1816), Król Wirtembergii | | | | | | | | |